# 지선영춘권
지선영춘권(至善永春拳)은 중국 남파 무술의 일종으로 그 창시자인 지선선사(至善禪師)와 방영춘(方永春)의 이름을 본 따 만들어진 권법이다. 백학권하고는 관련이없다. 다른 이름으로는 소림영춘(少林永春) 혹은 영춘백학권(永春白鶴拳)이라고도 불리며, 영문 이름은 Jee Shim Weng Chun으로 널리 불리고 있다. 오매사태로부터 이어져 엄영춘이 창시한 영춘권(詠春拳)과는 구별되는 다른 권법이지만, 여성이 창시한 권법이라는 공통점이 있는데다가 그 역사와 기법에 공통적인 부분이 많아 오늘날에는 엄영춘이 창시한 영춘권의 한 분파로도 널리 알려져있다.

### 지선영춘권의 기원
소림사의 고승 지선선사가 소림오권(少林五拳) 중 학권(鶴拳)을 방영춘에게 전수하였고, 방영춘이 이 학권을 개조하여 영춘백학권을 창시하였다는 전설이 널리 알려지고 있다. 후세에 이 권법의 시조인 지선선사를 기리는 의미에서 시조 지선선사와 창시자 방영춘을 합쳐 이 권법을 지선영춘권이라고도 부르고 본래 이름인 영춘백학권이라고도 부르고 있다. 방영춘은 방세옥(方世玉)의 딸로 알려져있다.

## 지선영춘권과 홍가권
홍가권(洪家拳)의 창시자는 홍희관(洪熙官)이라는 소림의 속가제자로, 지선선사의 제자로 유명하다. 홍희관은 지선선사로부터 소림오권 중 호권(虎拳)과 나한십팔수(羅漢十八手)를 전수받았는데 후일 홍가권을 창시하고서 호권의 강맹함을 보완하기 위해 사제인 방세옥의 딸 방영춘에게서 학권을 전수받고 이를 호권과 결합하여 마침내 호학쌍형권(虎鶴雙形拳)을 창시하였다. 후일 홍희관과 방영춘은 부부의 연을 맺게된다. 따라서 지선영춘권과 홍가권은 매우 밀접한 관계에 있으며 그 기법 상에서도 비슷한 부분을 많이 발견할 수 있다.

## 같이 보기
- 홍가권
- 영춘권
- 채리불권